# フォール・リバー (重巡洋艦)
|          |                                                                            |
| 艦歴     |                                                                            |
| 発注     | 1942年7月9日                                                               |
| 起工     | 1943年4月12日                                                              |
| 進水     | 1944年8月13日                                                              |
| 就役     | 1945年7月1日                                                               |
| 退役     | 1947年10月31日                                                             |
| 除籍     | 1971年2月19日                                                              |
| その後   | 1972年8月28日にスクラップとして売却                                        |
| 性能諸元 |                                                                            |
| 排水量   | 13,600 トン                                                                |
| 全長     | 674 ft 11 in                                                               |
| 全幅     | 70 ft 10 in                                                                |
| 吃水     | 20 ft 6 in                                                                 |
| 機関     | ゼネラル・エレクトリック式ギアード・タービン、120,000 shp (89 MW)、4軸推進 |
| 最大速   | 33 ノット (61 km/h; 38 mph)                                                |
| 乗員     | 士官、兵員1,142名                                                          |
| 兵装     | 8インチ砲9門、5インチ砲12門                                                |
| 搭載機   |                                                                            |

フォール・リバー (USS Fall River, CA-131) は、アメリカ海軍の重巡洋艦。ボルチモア級重巡洋艦の10番艦。艦名はマサチューセッツ州フォール・リバーに因む。

## 艦歴

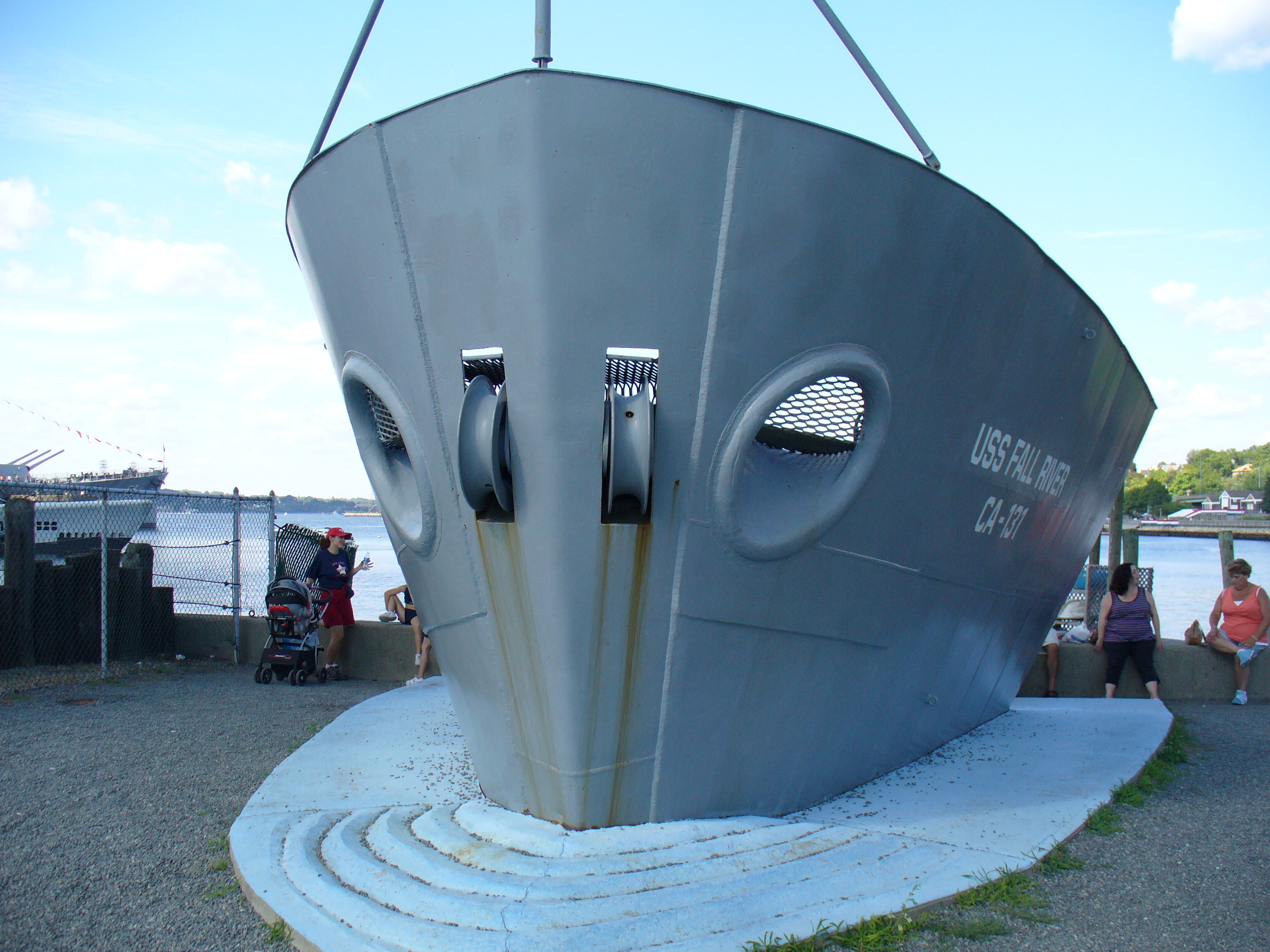
バトルシップ・コーヴにあるフォール・リバーの船首

フォール・リバーは1943年4月12日にニュージャージー州カムデンのニューヨーク造船所で起工し、1944年8月13日にアレクサンダー・C・マレーフォール・リバー市長夫人によって進水する。1945年7月1日にD・S・クローフォード艦長の指揮下就役した。
1945年10月31日にフォール・リバーはノーフォークに到着し、1946年1月31日まで実験開発のための巡航を行う。フォール・リバーは第1統合任務部隊 (Joint Task Force 1, JTF 1) に配属され、クロスロード作戦に参加する。この任務の準備のため、フォール・リバーはカリフォルニア州サンペドロへ向かい、2月16日から3月6日まで旗艦設備の増設が行われた。3月17日に真珠湾に到着し、司令官のF・G・ファーリオン少将が座乗する。部隊は5月21日から9月14日までマーシャル諸島で活動した。
西海岸で訓練を行った後、フォール・リバーは1947年1月12日から6月17日まで第1巡洋艦隊の旗艦として極東に展開する。任務完了後ピュージェット・サウンド海軍造船所に戻り、1947年10月31日に予備役となった。オールバニ級ミサイル巡洋艦への変換が計画されたが、姉妹船のコロンバスの方が状態が良かったため却下された。海軍船として使用されていたが、1971年2月19日に退役し、1972年8月28認知、オレゴン州ポートランドのザイデル社に売却された。
フォール・リバーにあるバトルシップ・コーヴに船首の先が展示されている。